# Metemma
Metemma (anche nota come Metemma Yohannes) è una cittadina nel nord-est dell'Etiopia, vicino al confine con il Sudan. L'altitudine sul livello del mare è di 685 m, la popolazione al 2005 era di 5.581 persone (3.132 maschi e 2.449 femmine; nel 1994 la popolazione era di 3.183 persone, di cui 1.648 maschi e 1.535 femmine), la latitudine e la longitudine sono 12°58′N 36°12′E / 12.967, 36.2 .

## Storia
L'8 marzo 1889 a Metemma si svolse un'importante battaglia tra l'esercito copto di Yohannes IV d'Etiopia e quello musulmano del Sudan mahdista che vide la morte dell'Imperatore etiopico.
Metemma fu a lungo un fiorente mercato degli schiavi, finché l'abolizione decisa dagli italiani di questo commercio la rese una cittadina depressa.
Una colonna italiana, costituita da un battaglione eritreo, uno squadrone cammellato e un plotone di carri leggeri e proveniente da Gadabi, occupò Metemma il 12 aprile 1936 durante la guerra d'Etiopia. Durante l'occupazione, gli italiani costruirono una moschea nella città.

Metemma venne anche rivendicata dagli inglesi, i quali occuparono il 6 novembre 1940 la vicina Gallabat per poterla poi catturare in seguito; tuttavia, la tentata conquista inglese di Metemma fallì miseramente e gli inglesi furono costretti anche ad abbondanare Gallabat. Metemma venne occupata solo il 19 gennaio 1941.